# Shopping Vale do Aço
Shopping Vale do Aço, também conhecido como Shopping do Vale, é um centro comercial localizado no município brasileiro de Ipatinga, no interior do estado de Minas Gerais. O empreendimento foi inaugurado em 24 de setembro de 1998 e pertence à Intermall Empreendimentos e Participações, configurando-se como o maior centro de compras da Região Metropolitana do Vale do Aço e do leste mineiro e entre os maiores do interior do estado.
Além da importância comercial, o shopping center é considerado o maior equipamento de lazer e entretenimento da Região Metropolitana do Vale do Aço e suas salas de cinema são as principais da região. Segundo o SEBRAE, está entre os atrativos que mais seriam indicados a viajantes por empresários e profissionais que recebem turistas de negócios no Vale do Aço.

## História

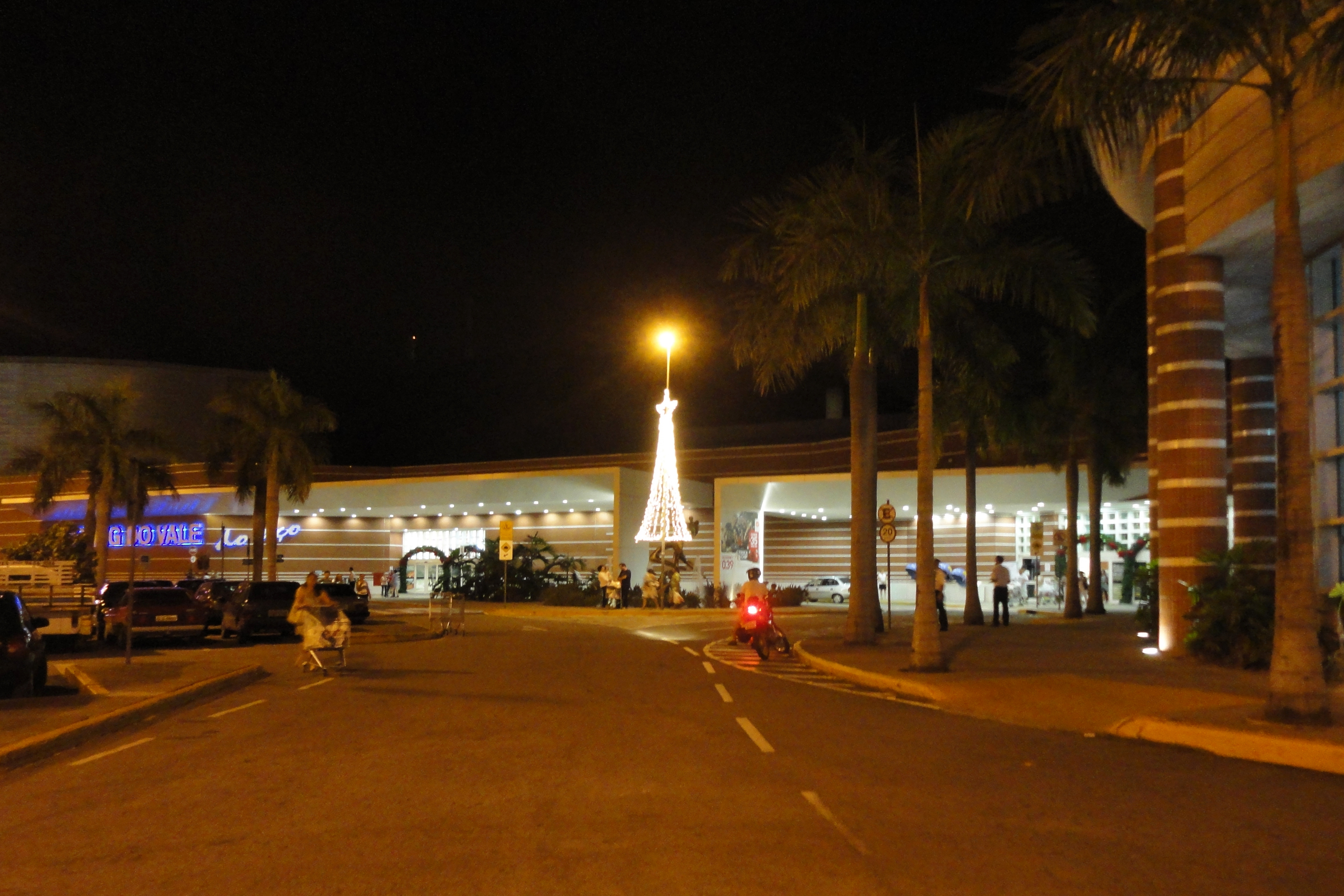
Shopping Vale do Aço em 2010

O projeto do Shopping Vale do Aço foi iniciado em 1994, gerando uma parceria entre a Intermall Empreendimentos e Participações, a Fundação São Francisco Xavier e a Cooperativa de Consumo dos Empregados da Usiminas (Consul). No local funcionava o depósito central da Consul, que também serviu para a execução do canteiro de obras, mas foi demolido antes do início da instalação das fundações do shopping. A Intermall também administrava outros centros comerciais em Minas Gerais, a exemplo do Itaú Power Shopping, em Contagem, e o Shopping Cidade, em Belo Horizonte, porém vendeu boa parte de sua representatividade a uma firma do Canadá, restringindo suas atividades posteriormente apenas ao shopping de Ipatinga.
A criação do shopping acompanhou um processo de descentralização da atividade comercial em Ipatinga, que havia registrado uma considerável ascensão no Centro da cidade entre as décadas de 1980 e 90. Sua construção teve início em 1997 e durou cerca de 11 meses, sendo executada quase exclusivamente com o encaixe de estruturas de aço. A estrutura metálica empregada foi fornecida pela Usiminas Mecânica, subsidiária da Usiminas. A inauguração ocorreu em 24 de setembro de 1998, sendo um dos primeiros empreendimentos do ramo em uma região cuja fonte de renda predominante é originada do setor industrial. Inicialmente a construção abrangia uma área de 25 mil m², com um total de 77 lojas, praça de alimentação, hipermercado Consul e a primeira etapa das obras do Centro Cultural Usiminas. Este era composto a princípio pela Galeria de Arte Hideo Kobayashi. Em 31 de outubro de 2002, foi inaugurado o teatro do centro cultural, com capacidade para 724 lugares, tido como um dos mais modernos do Brasil.
O projeto inicial previa expansões tanto vertical quanto horizontal. Desde a sua criação, o centro de compras recebeu três expansões, concluídas em 23 de março de 2006, 12 de junho de 2007 e 24 de setembro de 2015. Até 2013, o shopping contava com um andar e área construída de 30 mil m², que abrangia 112 lojas. A última expansão, iniciada em 8 de julho de 2013 e inaugurada dois anos mais tarde em homenagem a seu 17º aniversário, resultou em um estacionamento coberto com sete andares e um segundo andar locável, elevando a quantidade de lojas para além do dobro. No decorrer das obras da última ampliação, duas mortes foram registradas, sendo uma por atropelamento de um caminhão de uma empresa terceirizada e outra por eletrocussão.
Em dezembro de 2020, foi anunciado que a Consul encerraria suas atividades no hipermercado do shopping e que essa área seria assumida pela rede de supermercados Coelho Diniz no ano seguinte. O processo se deve a um acordo entre a Consul e a Usiminas.

## Sistemas construtivos

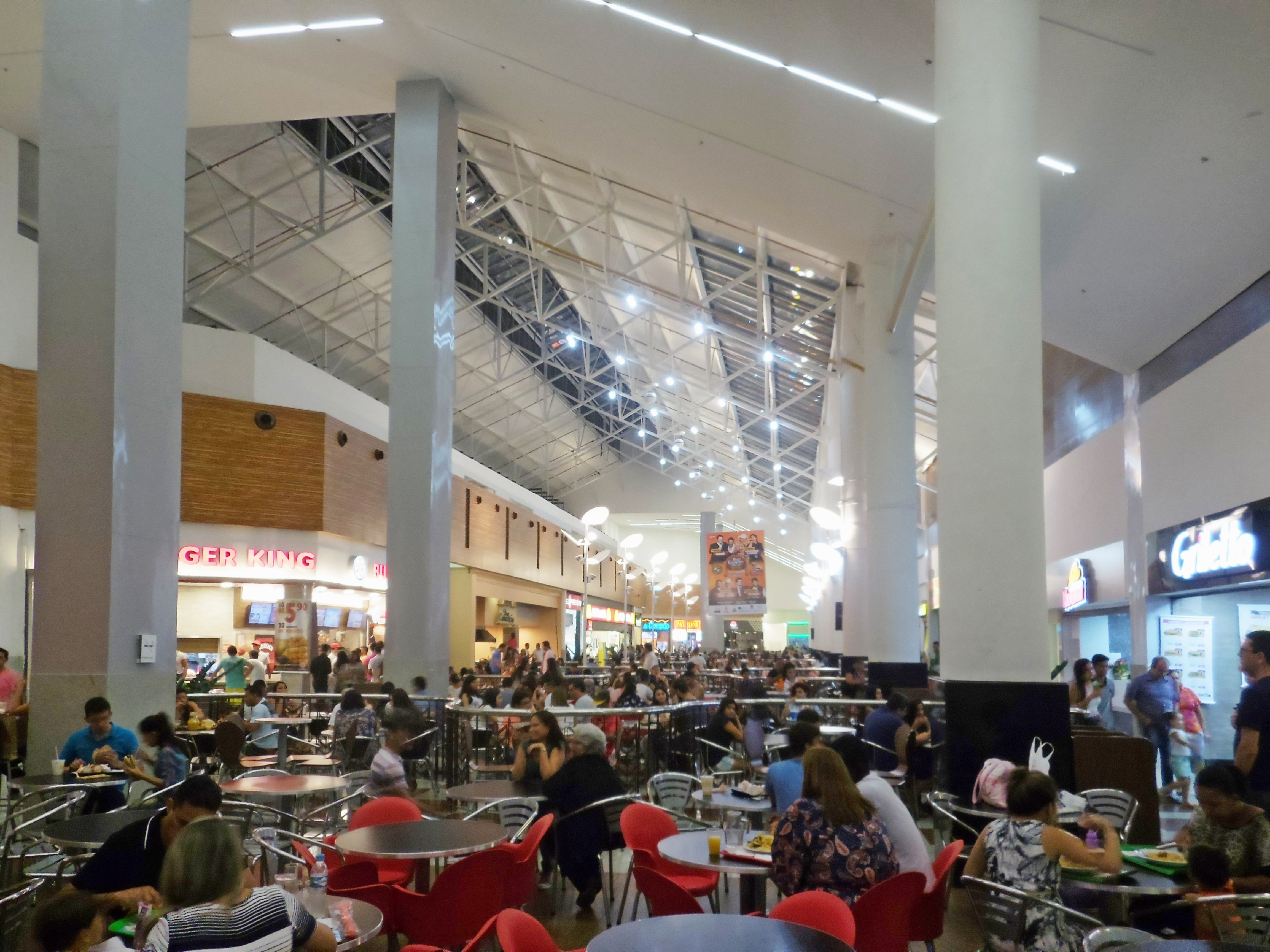
Praça de alimentação do Shopping Vale do Aço

O terreno plano, o fácil acesso, a proximidade com a fornecedora das estruturas metálicas e os materiais pré-moldados foram fatores que favoreceram a rápida execução da obra. O shopping foi construído originalmente com a junção de estruturas de aço, grande parte delas de aço "SAC-41". Nas áreas de circulação são visíveis as vigas treliçadas que sustentam a cobertura. O uso de sistemas pré-moldados tinha a intenção de favorecer expansões posteriores, com elementos adaptáveis a outros tipos de estruturas. Diferentemente da construção original, na qual empregou-se exclusivamente o aço, nas expansões posteriores foram usados sistemas mistos de aço e concreto.
O revestimento foi feito em alvenaria de blocos de concreto e cerâmicos pré-moldados, com aberturas de esquadrias metálicas e com vidro temperado, enquanto que as fachadas exteriores receberam acabamento de cerâmicas padrão castor e branco. Cabe ressaltar que a estrutura sofre efeitos das vibrações produzidas pela BR-381 e Estrada de Ferro Vitória a Minas (EFVM), que passam paralelas ao shopping, mesmo com a existência de uma canaleta anti-vibratória. Isso, aliado a ocasionais vazamentos hidráulicos ou mesmo a ação do tempo, gera necessidade de ocasionais reparos e redimensões na estrutura ou no revestimento. A corrosão de componentes metálicos devido à umidade também implica tratamento anti-corrosivo.
Outras características são a cobertura metálica, lajes de concreto maciças e a calafetação das juntas estruturais, além do fechamento vertical e horizontal, conferindo condições de climatização e isolamento acústico. Certos setores do interior da edificação, inclusive a praça de alimentação, receberam iluminação zenital. Na área originalmente ocupada pelo hipermercado Consul as vigas em treliças vencem vãos de 21 a 24 metros e sua cobertura é de telha trapezoidal galvanizada, com isolamento térmico e acústico. A alvenaria empregada no hipermercado foi produzida pela Usimix com escória (rejeitos siderúrgicos).

## Infraestrutura

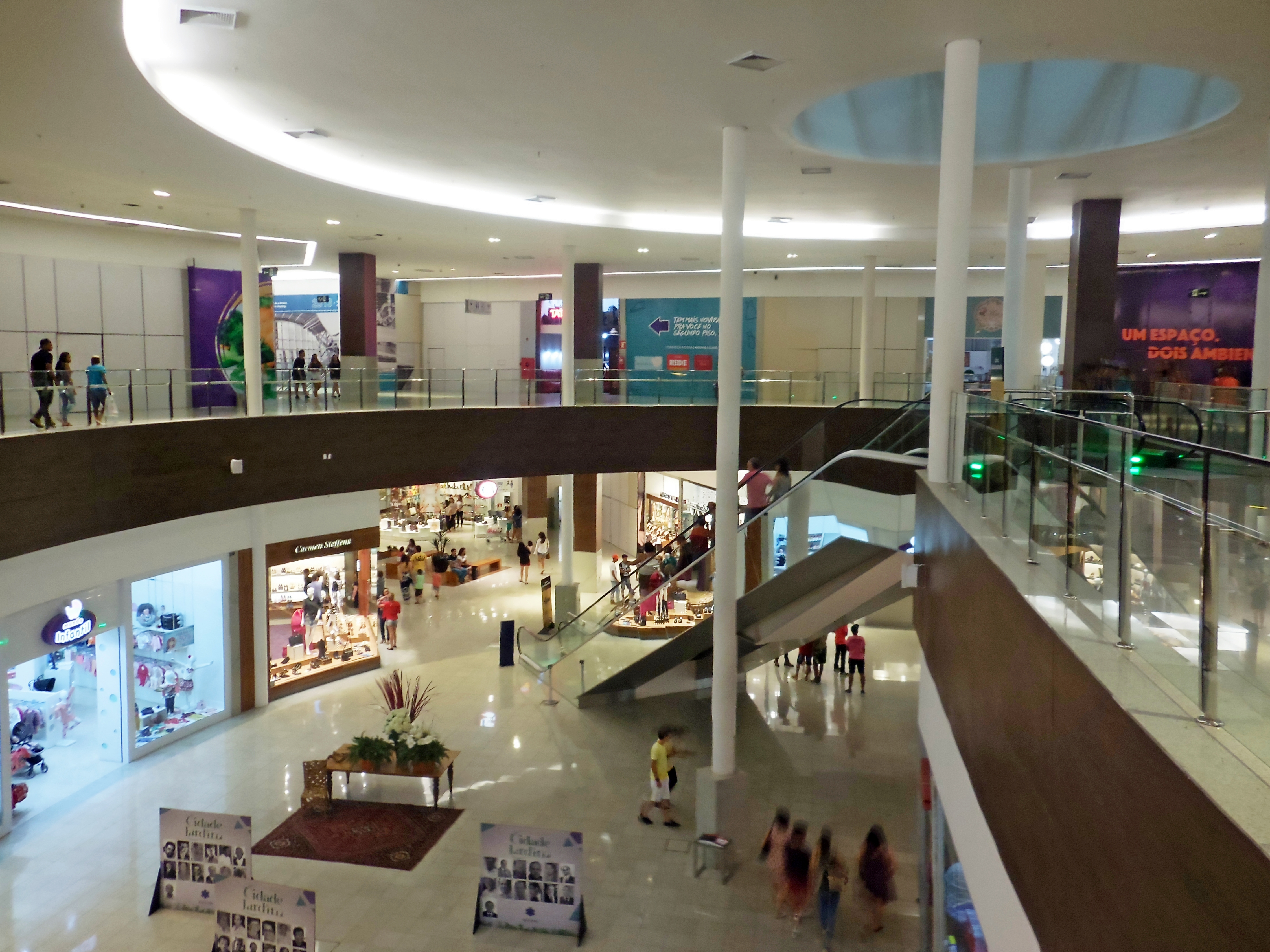
Interior do centro de compras

Ao fim da ampliação de 2015, o número de lojas foi aumentado para mais de 300, sendo nove âncoras, distribuídas em dois andares. Segundo informações de 2020, o complexo do Shopping Vale do Aço abrange 80 mil m², com uma área bruta locável (ABL) de 35 mil m². Localizado em meio às pistas da Avenida Pedro Linhares Gomes (trecho urbano da BR-381), a área do shopping também inclui o estacionamento coberto com sete andares, além do estacionamento aberto e do Centro Cultural Usiminas. Os estacionamentos coberto e aberto totalizam 1 800 vagas, de acordo com dados de 2020, e há cobrança pelo seu uso desde janeiro de 2016.
O centro de compras, lazer e serviços emprega direta e indiretamente aproximadamente 3 mil pessoas e recebia um fluxo médio mensal de 60 mil pessoas e 18 mil veículos segundo informações de 2016. Dentre os clientes, cerca de 37% pertencem à classe AB e 42% à classe CD. Quatro salas de cinema, administradas pela Moviecom, foram inauguradas no segundo piso em dezembro de 2014 para substituírem as duas antigas e contam com 146, 212, 212 e 163 cadeiras. Em 2019, foi anunciada a construção de uma nova sala, com capacidade para 110 pessoas. De acordo com dados de 2020, uma das salas é equipada com tecnologia 3D. Além disso, são as principais salas de cinema do Vale do Aço em atividade.
Em 2016, foi inaugurada uma casa noturna com capacidade para 800 pessoas no andar superior do empreendimento. Já em novembro de 2018 entrou em funcionamento uma capela ecumênica, criada em parceria com a Paróquia Sagrado Coração de Jesus. Além do Centro Cultural Usiminas, a Usiminas era a responsável por 17 mil m², cuja área foi cedida pelo shopping em um empréstimo para a instalação do hipermercado Consul (Cooperativa de Consumo dos Empregados da Usiminas). Entretanto, essa área foi vendida para o supermercado Coelho Diniz em 2020.

## Cultura

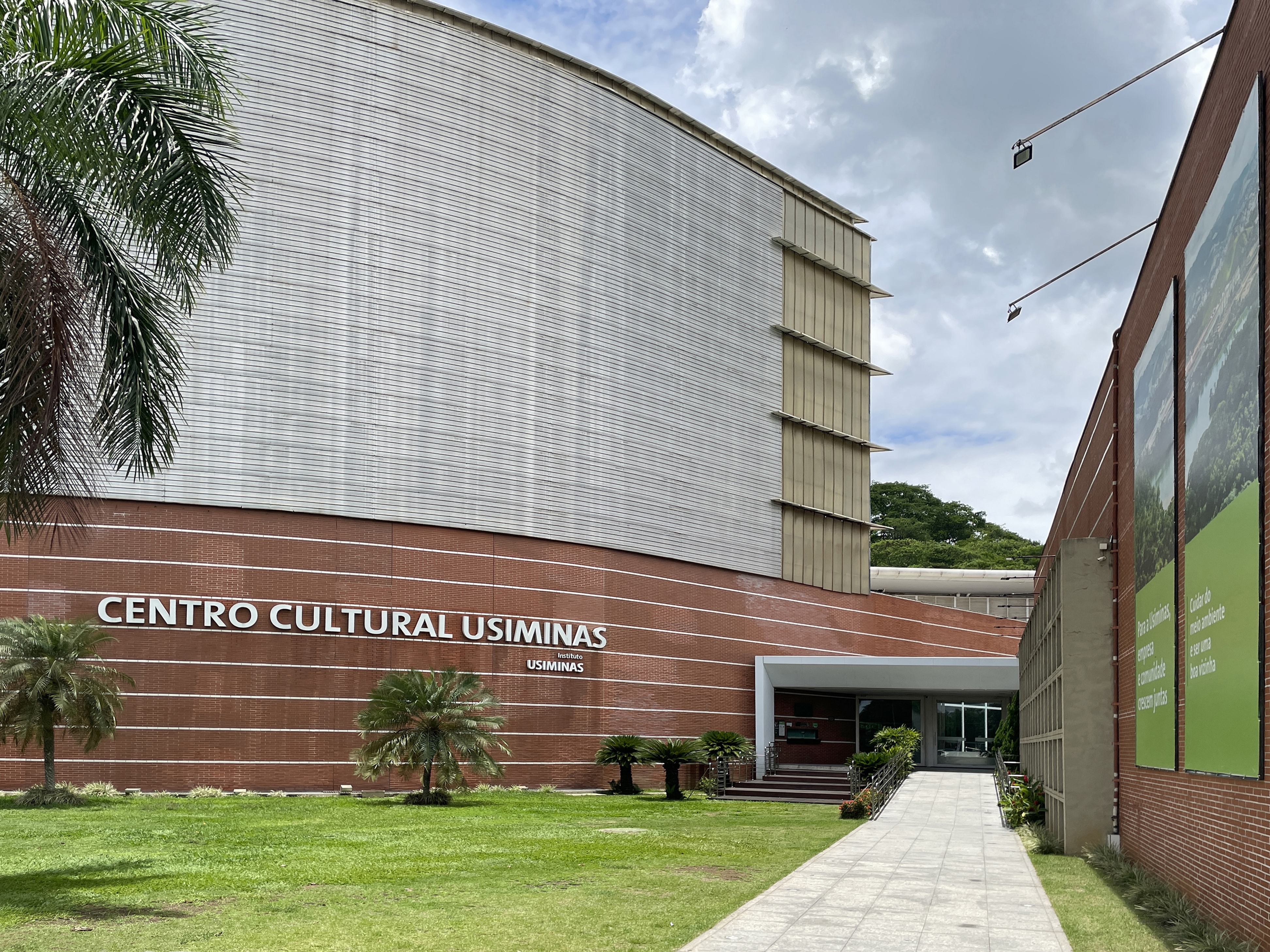
Entrada do Centro Cultural Usiminas

Ocasionalmente o Shopping Vale do Aço é palco de apresentações artísticas tanto de âmbito regional quanto nacional. O Centro Cultural Usiminas oferece oficinas, espetáculos teatrais e musicais e seu teatro é considerado um dos mais modernos do país, sediando recorrentemente atrações como a Campanha de Popularização do Teatro e da Dança e o Ipatinga Live Jazz. A praça de alimentação do shopping também acolhe apresentações de diferentes estilos e gêneros musicais, em especial artistas regionais. No período do Natal, são realizadas promoções e sorteios entre as lojas e o centro de compras recebe decoração especial com guirlandas, brinquedos, cascata de luzes, árvore de Natal, além do "trenzinho" em meio à decoração natalina e do trono para crianças tirarem fotos com Papai Noel. Outras ocasiões que normalmente também contam com decorações temáticas e promoções são a Páscoa, Dia das Mães, Dia dos Namorados e as festas juninas.
O centro de compras é considerado como o principal equipamento de lazer e entretenimento da Região Metropolitana do Vale do Aço. Segundo uma pesquisa divulgada pelo Serviço Brasileiro de Apoio às Micro e Pequenas Empresas (SEBRAE), em 2012, 98% dos profissionais que recebem turistas de negócios na região apontavam conhecer o shopping (mesma porcentagem do Parque Ipanema), bem como 98% dos administradores de hotéis, restaurantes e operadoras de turismo (seguido pelo Parque Ipanema, com 95%), sendo assim o atrativo mais conhecido dentre outros lugares do Vale do Aço que foram citados em um questionário. Dentre o primeiro grupo citado, 79% indicariam o centro de compras a um viajante em alguma ocasião, posicionando-se em segundo lugar nessa lista, ficando atrás de bares e restaurantes locais (98%). De acordo com a mesma pesquisa, o shopping é mencionado por alguns empresários como o único atrativo adequadamente divulgado na região.